# جزء محجري للعظم الجبهي
الجزء المحجري أو الأفقي في العظم الجبهي يتكون من صفيحتين رقيقتين مثلثتين والصفيحتين المحجريتين التي تكون محجر العين، وتفصلان عن بعضهما بواسطة الثلمة الغربالية.

## صور إضافية

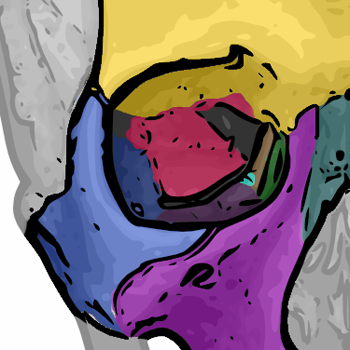
العظام السبعة التي تكون محجر العين.
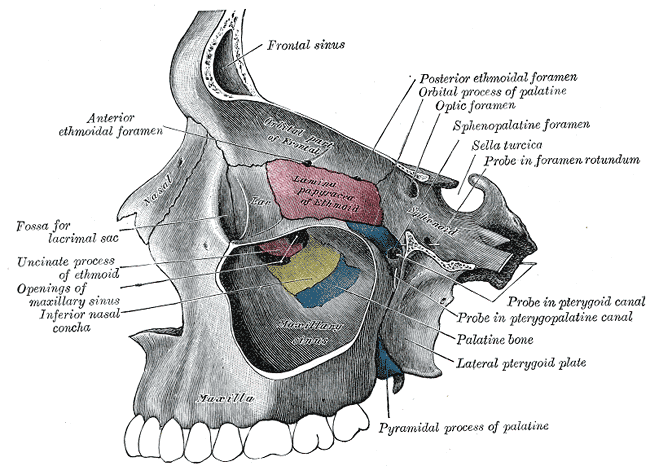
جدار محجر العين اليسرى.
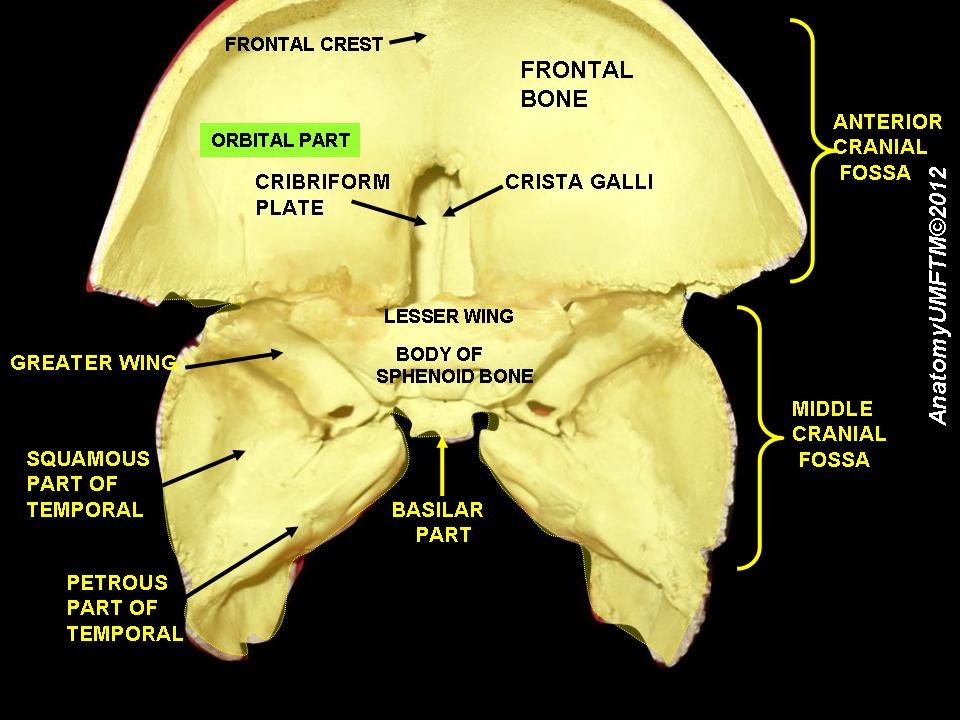
الجزء المحجري للعظم الجبهي
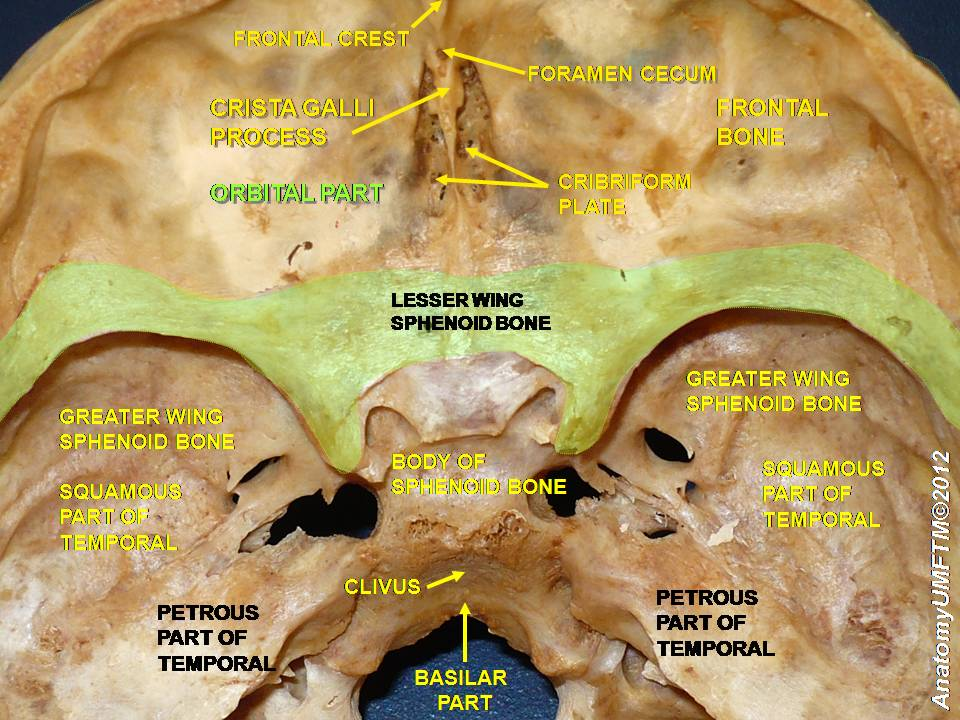
الجزء المحجري للعظم الجبهي